# Catena baltica

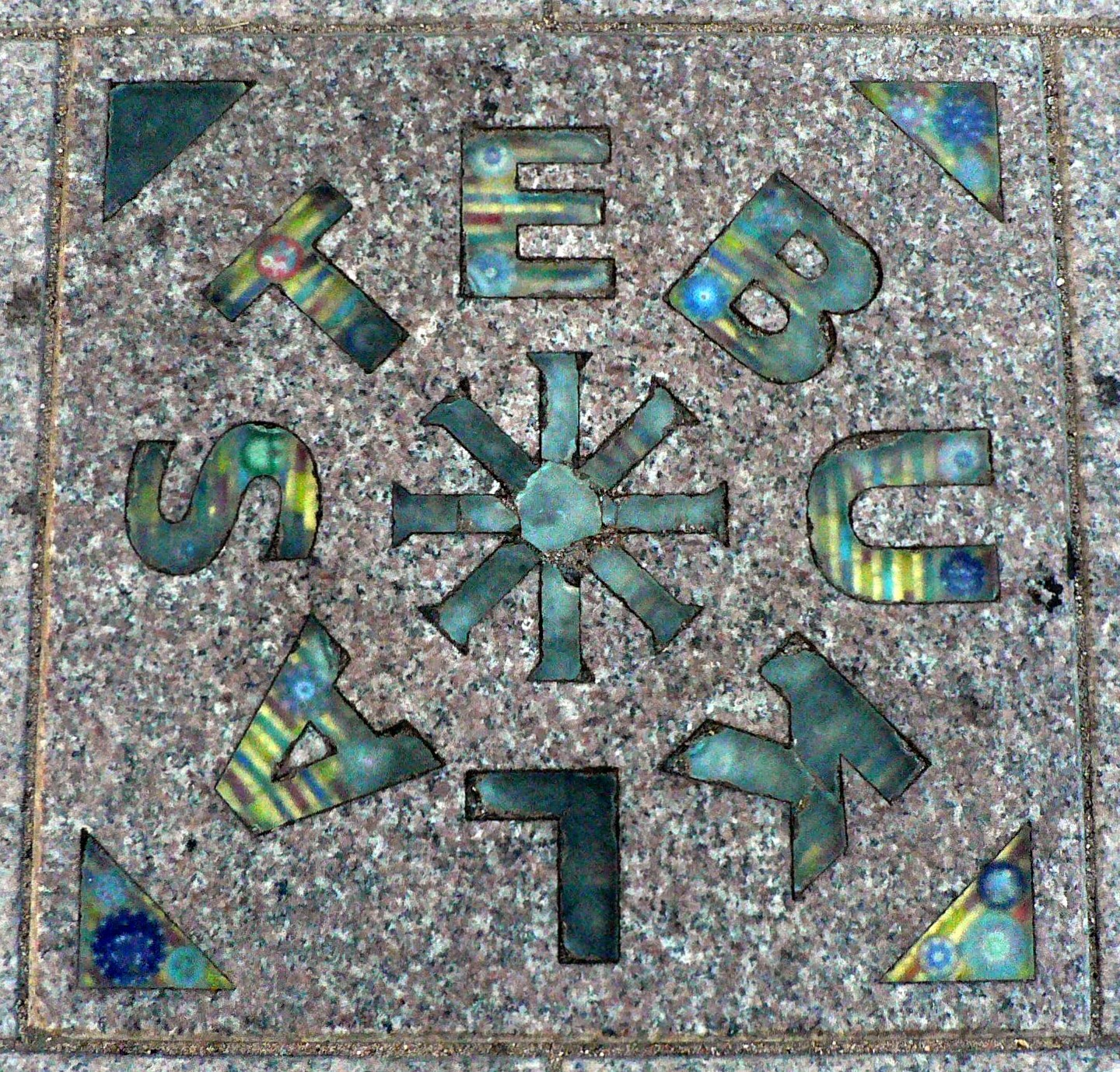
La STEBUKLAS, la pietra che indica il punto in cui, secondo una convenzione, ebbe inizio la catena umana. La pietra si trova di fronte alla Cattedrale di Vilnius.

La Catena Baltica, Via Baltica o, in lingua inglese, Baltic Way (in estone Balti kett, in lettone Baltijas ceļš, in lituano Baltijos kelias; in russo Балтийский путь?, Baltijskij put') fu quell'evento popolare di protesta, tenutosi il 23 agosto 1989 nelle allora Repubbliche Socialiste Sovietiche di Estonia, Lettonia e Lituania, quando approssimativamente due milioni di persone, tenendosi pacificamente per mano, formarono una catena umana lunga circa 675 km passando attraverso Tallinn, Riga e Vilnius, le capitali dei Paesi baltici.
La manifestazione scaturì per via della ricorrenza della "Giornata del nastro nero" svoltasi nelle città occidentali negli anni '80 e nel momento esatto in cui ricorreva il 50º anniversario della firma del patto Molotov-Ribbentrop tra l'Unione Sovietica e la Germania nazista. In virtù del documento e dei suoi protocolli segreti, l'Europa orientale risultò divisa in sfere di influenza e ne seguì l'occupazione dei paesi baltici nel 1940. A organizzare l'evento si mossero in prima linea i movimenti indipendentisti baltici: Rahvarinne in Estonia, Tautas fronte in Lettonia e Sąjūdis in Lituania. La protesta avvenne allo scopo di attirare l'attenzione globale e rendere pubblica la volontà popolare di ripristinare l'indipendenza. Il giudizio della stampa straniera la descrisse in seguito come una mossa efficace accompagnata da scene inedite e visivamente sbalorditive. L'evento offrì agli attivisti baltici l'opportunità di mettere in luce le controversie del dominio sovietico e focalizzare l'attenzione del mondo sulla tanto auspicata sovranità nazionale, stando alla tesi dei dimostranti, da ottenere anche per aspetti non strettamente legati alla politica. Le autorità sovietiche tentarono in più occasioni di sminuirne il valore e le motivazioni che avevano spinto i cittadini a protestare, ma non riuscirono a intraprendere alcun percorso che potesse riallacciare i rapporti, ormai irrimediabilmente compromessi, tra Paesi baltici e il resto dell'Unione Sovietica. Nel giro di sette mesi dalla protesta, la Lituania fu la prima delle repubbliche sovietiche a proclamare l'indipendenza.
Dopo le rivoluzioni del 1989, il 23 agosto è diventato un giorno della memoria ufficiale sia nei Paesi baltici che nell'Unione europea e in altre nazioni, noto come la Giornata del nastro nero o la Giornata Europea di Commemorazione delle vittime di tutti i regimi totalitari e autoritari.

## Contesto storico

### Posizione delle popolazioni baltiche

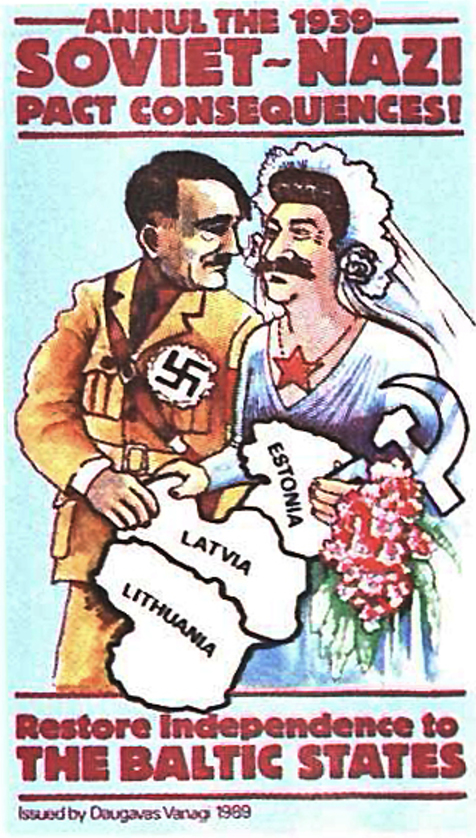
Manifesto satirico che denuncia il patto Molotov-Ribbentrop raffigurando Adolf Hitler e Iosif Stalin in procinto delle nozze

L'Unione Sovietica negò l'esistenza di protocolli segreti annessi al patto Molotov-Ribbentrop, sebbene questi fossero stati resi pubblici in varie occasioni dagli studiosi occidentali dopo che questi emersero nel corso del processo di Norimberga. La propaganda sovietica riteneva che quella del 1940 non poteva dirsi occupazione poiché tutti e tre gli stati baltici si erano volontariamente dimostrati propensi a fare il loro ingresso nell'Unione: i parlamenti del popolo espressero infatti tale desiderio nel momento in cui presentarono una petizione al Soviet Supremo dell'Unione Sovietica in cui si chiedeva di venire annessi. I baltici, al contrario, affermavano che l'incorporazione era avvenuta con la forza e in violazione dei principi di diritto internazionale: pur non avendone preso visione, l'opinione popolare considerava i protocolli segreti come la prova chiave che potesse dimostrare l'illegittimità dell'annessione. Le ripercussioni avrebbero potuto essere ancor più dirompenti nella politica baltica se i sovietici avessero reso pubblico il documento, ragion per cui fu occultato e la versione della storiografia sovietica dell'annessione continuò a circolare ben oltre la seconda guerra mondiale. La presa di posizione di alcuni stati occidentali fu che Estonia, Lettonia e Lituania non avessero mai perso la propria sovranità, almeno de iure. L'affermare l'invalidità dell'occupazione stimolò alcuni baltici, a posteriori, a sostenere la tesi della continuità giuridica degli stati indipendenti che esistevano nel periodo tra le due guerre. Sulla scia di questo ragionamento, se ne deduce che chi la affermava riteneva che tutte le leggi sovietiche e la stessa Costituzione dell'Unione Sovietica non avessero alcuna efficacia legale nei Paesi baltici.
In previsione del 50º anniversario del patto Molotov-Ribbentrop, ossia nel 1989, le tensioni tra i paesi baltici e Mosca si erano acuite. L'attivista lituano Romualdas Ozolas avviò una raccolta la quale raggiunse le 2 milioni di firme per chiedere il ritiro dell'Armata Rossa dalla Lituania. Il Partito Comunista della Lituania stava al contempo valutando la possibilità di separarsi dal Partito Comunista dell'Unione Sovietica. L'8 agosto 1989, gli estoni provarono a modificare le disposizioni legislative in materia elettorale per limitare i diritti di voto dei nuovi immigrati (per lo più lavoratori russi). Ciò provocò scioperi di massa e proteste dei lavoratori russi, evento che conferì l'assist a Mosca di poter presentare gli eventi come un "conflitto etnico": pertanto, il ruolo del Cremlino come "pacificatore" in una repubblica travagliata era quantomai necessario in un simile contesto. Le crescenti tensioni antecedenti alla protesta instillarono nei baltici la fiducia che potessero seguire delle riforme costruttive per rispondere alle loro richieste: l'ottimismo avanzò di pari passo con chi temeva una violenta repressione. Erich Honecker dalla Germania Est e Nicolae Ceauşescu dalla Romania offrirono supporto militare all'Unione Sovietica nel caso in cui si decidesse di ricorrere alla forza e interrompere la manifestazione.

### Reazione sovietica

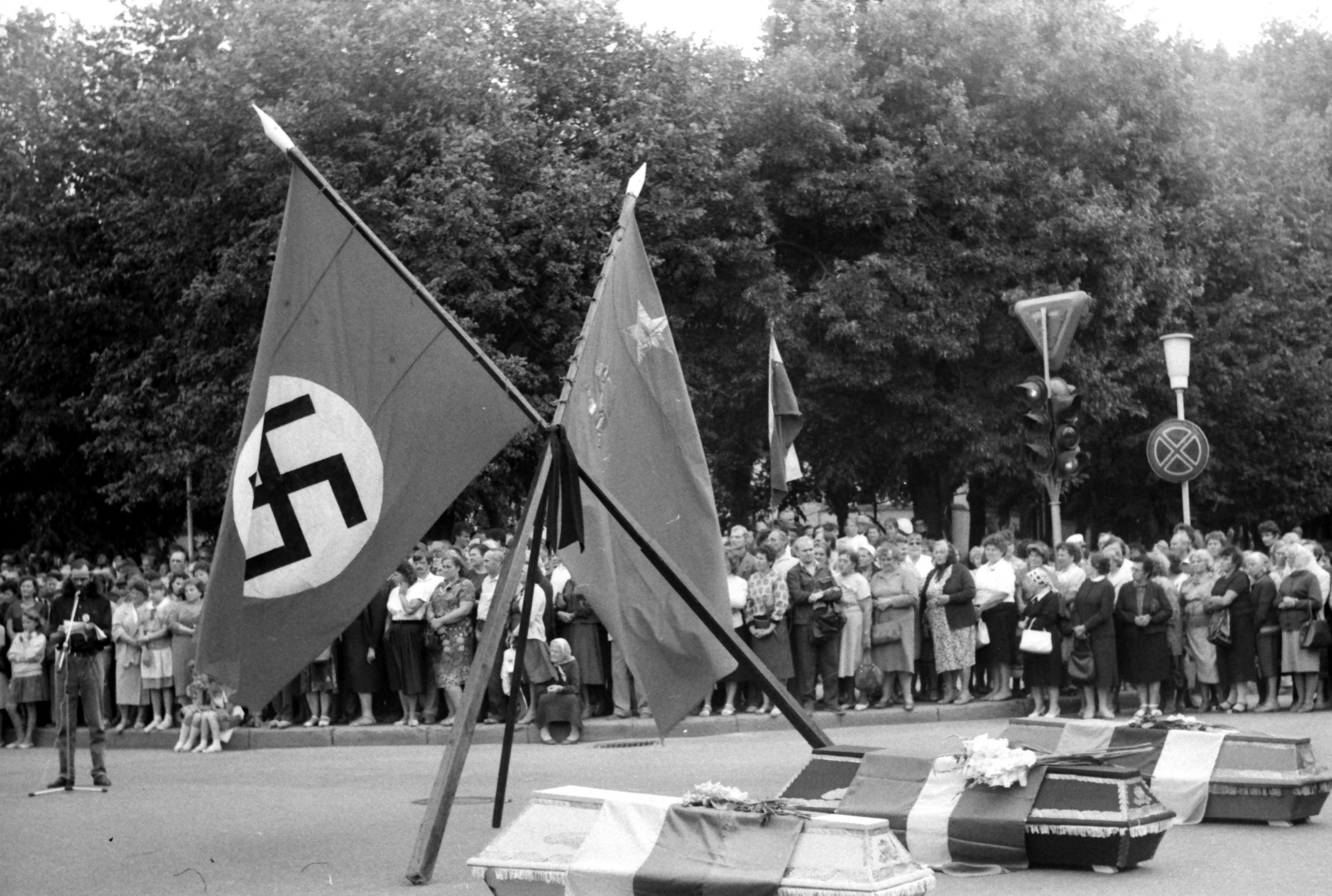
Proteste svoltesi a Šiauliai. Le bare vennero decorate con le bandiere nazionali dei tre stati baltici e poste sotto le bandiere sovietiche e naziste

Il 15 agosto 1989, l'organo di stampa ufficiale sovietico, la Pravda, in risposta agli scioperi dei lavoratori in Estonia, definì con toni aspri l'"isteria" causata da "elementi estremisti" che caldeggiavano egoistiche "posizioni nazionaliste" a scapito dell'intera Unione Sovietica. Il 17 agosto, il Comitato Centrale del PCUS pubblicò un progetto di nuova politica per le repubbliche socialiste nella Pravda. Tuttavia, di concreto vi era ben poco: l'autorità di Mosca campeggiava non solo nella politica estera e nella difesa, ma anche nel settore economico, scientifico e culturale. Le poche caute concessioni inerivano al diritto di impugnare le leggi nazionali in un tribunale (all'epoca tutti e tre gli stati baltici avevano modificato le loro costituzioni conferendo ai loro Soviet Supremi il diritto di veto alle leggi nazionali) e il diritto di promuovere le loro lingue nazionali al pari della lingua ufficiale dello Stato (senza dunque che fosse rimossa la lingua russa). La proposta includeva inoltre una disposizione che bandiva "le organizzazioni nazionaliste e scioviniste", le quali avrebbero potuto fungere da promotori di gruppi indipendentisti nei paesi baltici, e la facoltà di rimpiazzare il Trattato sulla creazione dell'URSS del 1922 con una nuova intesa comune: questa sarebbe stata poi infine inserita nella costituzione sovietica.
Il 18 agosto, sulla Pravda uscì un'ampia intervista a Aleksandr Nikolaevič Jakovlev, presidente di una commissione di 26 membri istituita dal Congresso dei deputati del popolo per indagare sul patto Molotov-Ribbentrop e sui suoi protocolli segreti. Nel corso dell'intervista, Jakovlev ammise che i protocolli segreti esistevano davvero e coglieva l'occasione per condannarli: tuttavia, egli sottolineava che non sortirono alcun effetto sull'incorporazione degli Stati baltici. Seguendo tale strategia, Mosca aveva infine abbandonato la tradizionale ricostruzione storiografica secondo cui non esisteva alcuna disposizione occultata o, se era stata proposta, andava considerata come falsa. Non si ammetteva invece che quanto accaduto nel 1940 potesse ritenersi un'occupazione e tale narrazione dei fatti suscitò malumori; il 22 agosto, una commissione del Soviet Supremo della RSS Lituana annunciò che l'occupazione nel 1940 era una conseguenza diretta del patto Molotov-Ribbentrop e dunque risultava illegittima. Si trattò della prima volta in cui un organo ufficiale sovietico sfidava l'autorità del Cremlino.

## Manifestazione

### Preparativi
Da quando si scelse di adottare le politiche della glasnost' e della perestrojka, le manifestazioni di piazza divennero sempre più frequenti e numericamente nutrite. Il 23 agosto 1986, si tennero manifestazioni della Giornata del nastro nero in 21 città occidentali tra cui New York, Ottawa, Londra, Stoccolma, Seattle, Los Angeles, Perth e Washington per attirare l'attenzione mondiale sulle violazioni dei diritti umani da parte dell'URSS. Nel 1987, la stessa cosa successe nella medesima ricorrenza in 36 città e stavolta rientrava anche Vilnius, in Lituania. Ad alzare i toni, non tardarono a farsi sentire contro il patto Molotov Ribbentrop Tallinn e Riga. Nel 1988, per la prima volta, queste proteste vennero sanzionate dalle autorità sovietiche e non si conclusero con arresti. Gli attivisti pianificarono di dar luogo a un qualcosa di più ampio per il 50º anniversario del patto Molotov-Ribbentrop nel 1989. Non è chiaro quando e da chi sia stata avanzata l'idea di formare una catena umana, ma pare venne proposta durante una riunione trilaterale a Pärnu il 15 luglio. Dopo tale incontro, un accordo ufficiale stipulato dagli attivisti baltici il 12 agosto a Cēsis suggellò definitivamente l'ipotesi di avviare una manifestazione, pure con il sostegno di alcuni membri dei Partiti Comunisti locali. Allo stesso tempo, svariate petizioni in cui si denunciava l'occupazione sovietica, stavano raccogliendo centinaia di migliaia di firme.
Gli organizzatori mapparono il percorso, designando posizioni specifiche per città e paesi in cui recarsi per assicurarsi che la catena risultasse praticamente ininterrotta. Per coloro che non disponevano di propri mezzi di trasporto vennero forniti viaggi gratuiti in autobus. I preparativi coinvolsero gran parte del paese, spingendo a partecipare anche la popolazione rurale, in precedenza poco coinvolta. Alcuni datori di lavoro non permisero ai lavoratori di prendersi un giorno libero dal lavoro (il 23 agosto cadeva di mercoledì), mentre altri sponsorizzavano i viaggi in autobus. Il giorno dell'evento, speciali trasmissioni radiofoniche contribuirono a coordinare lo sforzo. L'Estonia dichiarò giorno festivo.
I movimenti indipendentisti baltici rilasciarono una dichiarazione congiunta destinata alla comunità internazionale e a quella europea che spiegava le motivazioni di una simile operazione. In essa, si condannava il patto Molotov-Ribbentrop, definendolo un atto criminale, e si affermava "la nullità e l'invalidità [dello stesso] sin dalla sua firma". La questione dei paesi baltici toccava da vicino "i diritti umani fondamentali" e si accusava la comunità europea di "prese di posizione ambigue" sulle "ultime colonie dell'epoca di Hitler e di Stalin". Il giorno della protesta, la Pravda pubblicò un editoriale intitolato "Solo i Fatti". Si trattava di una raccolta di citazioni di attivisti indipendentisti intesi a dimostrare l'inaccettabile natura antisovietica del loro lavoro.

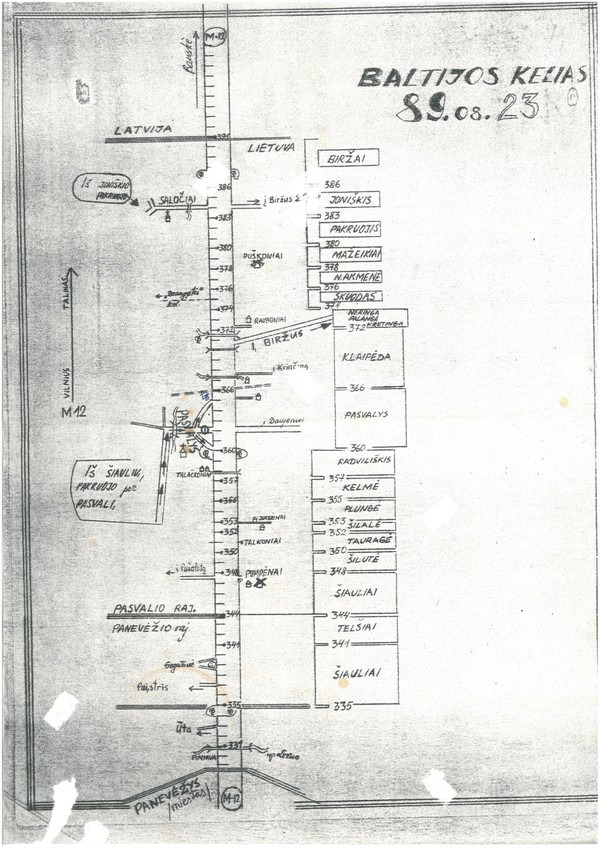
Diagramma che assegna ad ogni città e paese un tratto di strada da percorrere
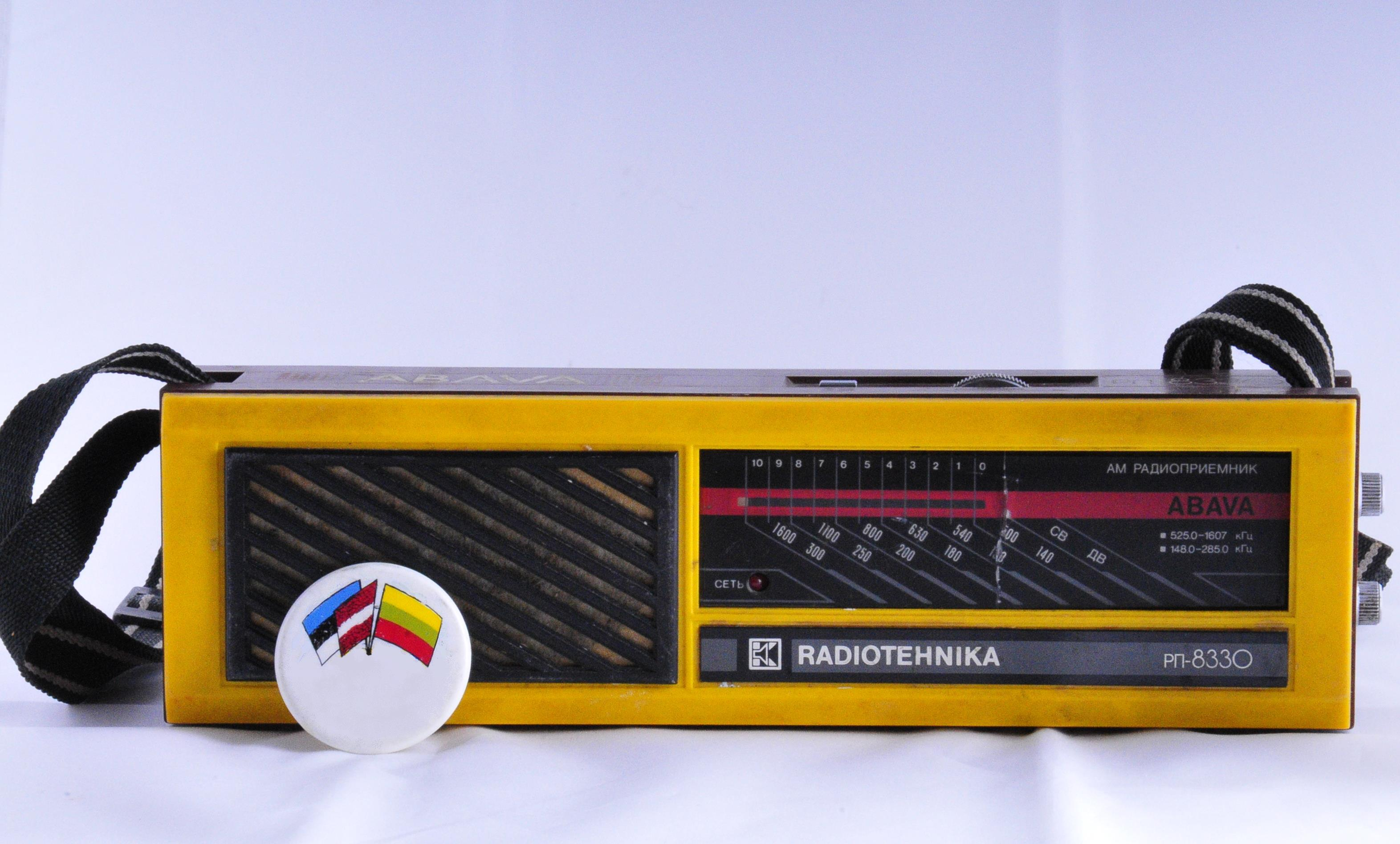
Tra i manifestanti, vi fu chi portava con sé radio portatili per coordinare gli sforzi e distintivi per mostrare l'unità dei tre Stati
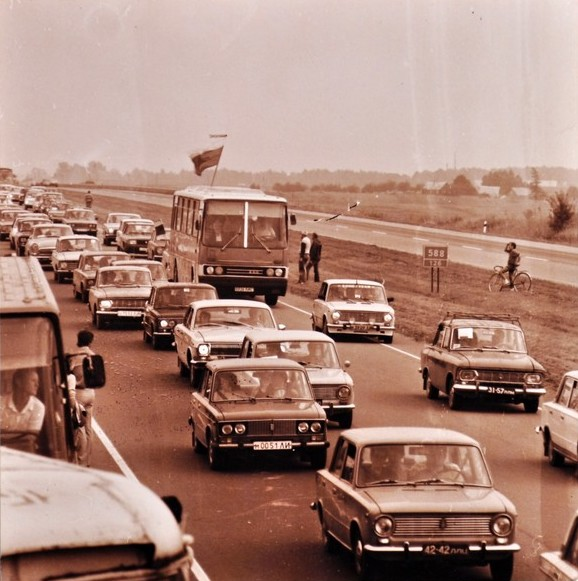
Ingorgo lungo la A2 lituana

### Catena umana
La catena collegava le tre capitali baltiche: Vilnius, Riga e Tallinn. Correva da Vilnius lungo l'autostrada A2 attraverso Širvintos e Ukmergė fino a Panevėžys: poi, si procedeva lungo la Via Baltica attraverso Pasvalys giungendo a Bauska, in Lettonia e passando da Iecava e Ķekava per raggiungere Riga (A7 lettone, via Ziepniekkalna, via Mūkusalas, il ponte di pietra, via Kaļķu, via di Brīvības) e poi lungo la A2 lettone, attraverso Vangaži, Sigulda, Līgatne, Mūrnieki e Drabeši, a Cēsis. Da quel punto, ci si spostava a Lode, Valmiera, Jēči, Lizdēni, Rencēni, Oleri, Rūjiena e Ķoņi. Superato il confine, si giungeva dunque in Estonia, a Karksi-Nuia e da lì attraverso Viljandi, Türi e Rapla fino a Tallinn. I manifestanti si tennero le mani pacificamente per 15 minuti alle 19:00 ora locale (17:00 CET). In seguito, molti si radunarono per dar luogo ad assembramenti. A Vilnius, circa 5.000 persone si presentarono nella Piazza della Cattedrale recando in mano delle candele, fiori o nastri e cantando in coro diversi brani tradizionali, tra cui Tautiška giesmė. Altrove, i sacerdoti celebrarono messe o suonarono le campane delle chiese. Gli esponenti principali dei fronti popolari estone e lettone si riunirono al confine tra le loro due repubbliche per una cerimonia funebre simbolica, in cui venne data alle fiamme una grossa croce nera in ricordo delle vittime causate dai sovietici, tra cui tutti coloro morti imbracciando le armi nelle lotte armate (Fratelli della foresta), i deportati in Siberia, i prigionieri politici e altri baltici classificati dalle autorità governanti come "nemici del popolo".

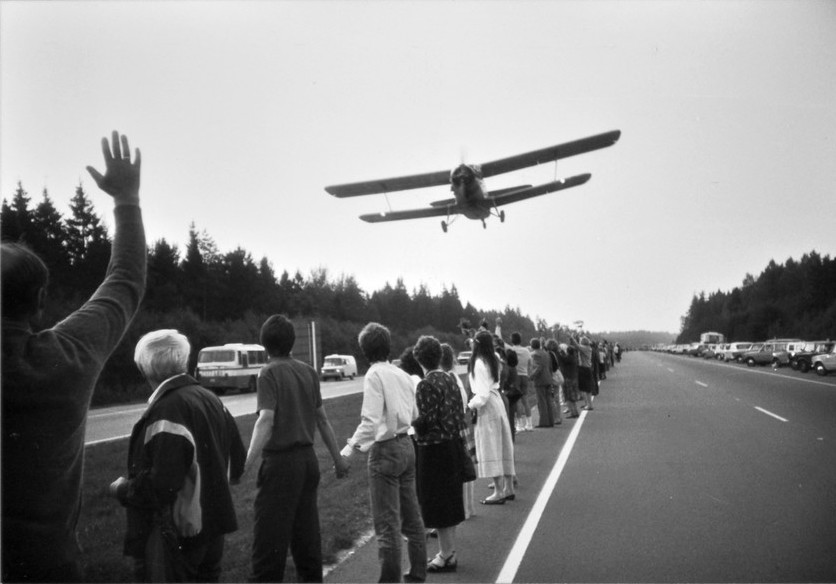
Aeroplano che sorvola la catena umana

In piazza Puškin, a Mosca, dovette essere impiegata la polizia antisommossa quando poche centinaia di persone tentarono di allestire una manifestazione filo-baltica. Il TASS dichiarò che si procedette a 75 arrestati per violazioni della quiete pubblica, becero vandalismo e reati vari. È interessante notare anche i circa 13.000 cittadini che manifestarono nella Repubblica Socialista Sovietica Moldava, anch'essa interessata dal protocollo segreto. Non mancarono baltici trasferitisi in Germania Ovest che alzarono la propria voce di fronte all'ambasciata sovietica a Bonn.
| Indici                    | Estonia | Lettonia | Lituania |
| ------------------------- | ------- | -------- | -------- |
| Popolazione totale (1989) | 1,6 M   | 2,7 M    | 3,7 M    |
| Popolazione nativa (1959) | 75%     | 62%      | 79%      |
| Popolazione nativa (1989) | 61%     | 52%      | 80%      |

Le stime sul numero di partecipanti variano tra uno e due milioni. Il Chicago Tribune riferiva il giorno successivo che circa 700.000 estoni e 1.000.000 lituani erano scesi per le strade. Il Fronte popolare lettone calcolò la presenza di 400.000 uomini e donne. Prima dell'evento, gli organizzatori si aspettavano una partecipazione di 1.500.000 su circa 8.000.000 di abitanti dei tre stati: si trattava del 25-30% dell'intera popolazione baltica. Secondo i numeri ufficiali sovietici, forniti dalla TASS, si contavano 300.000 partecipanti in Estonia e quasi 500.000 in Lituania. Per rendere fisicamente possibile la catena, fu richiesta la presenza di circa 200.000 persone in ogni stato. Le riprese video effettuate a bordo di aeroplani ed elicotteri rendono più percepibile come la catena procedesse in maniera pressoché ininterrotta anche nelle campagne.

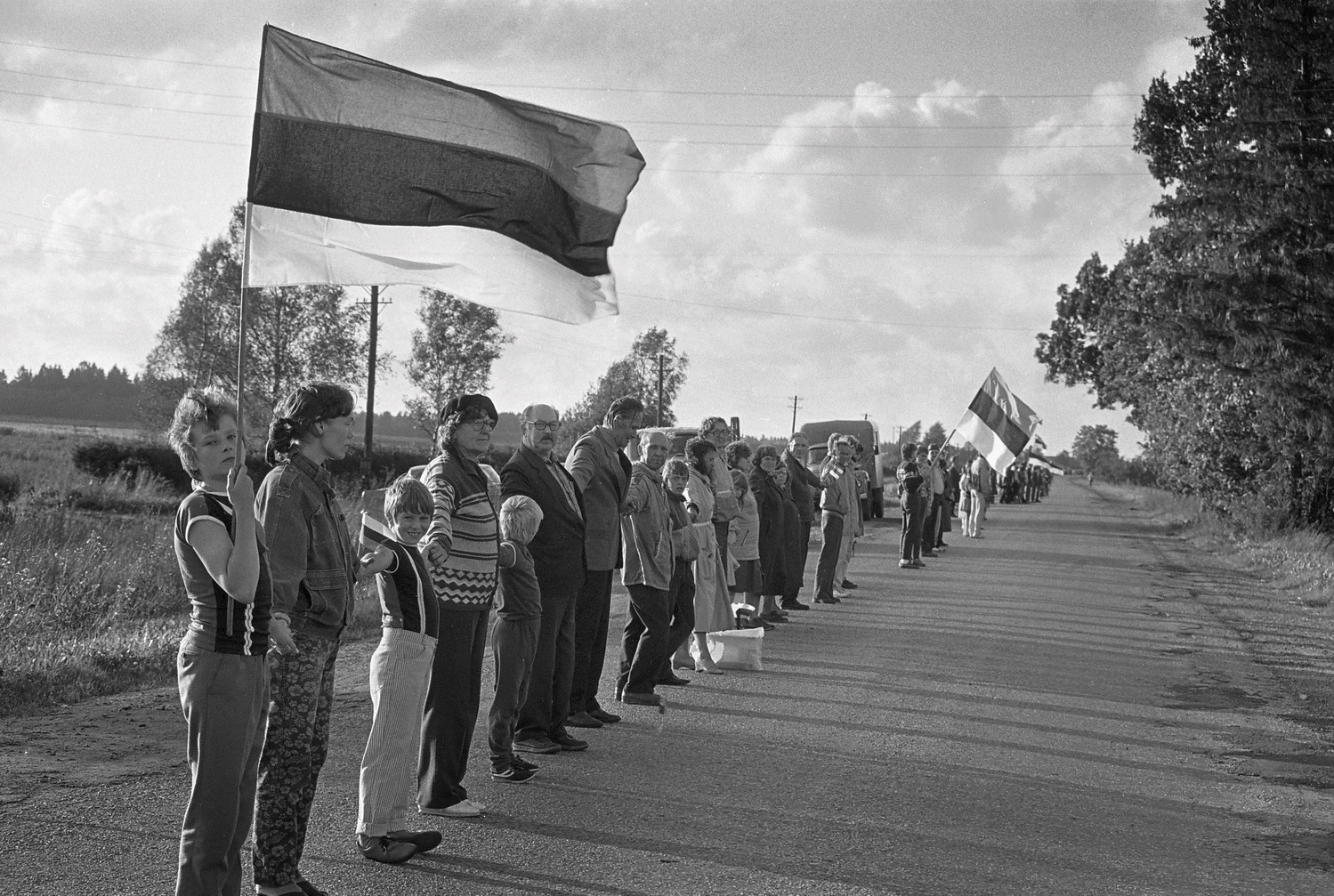
In Estonia
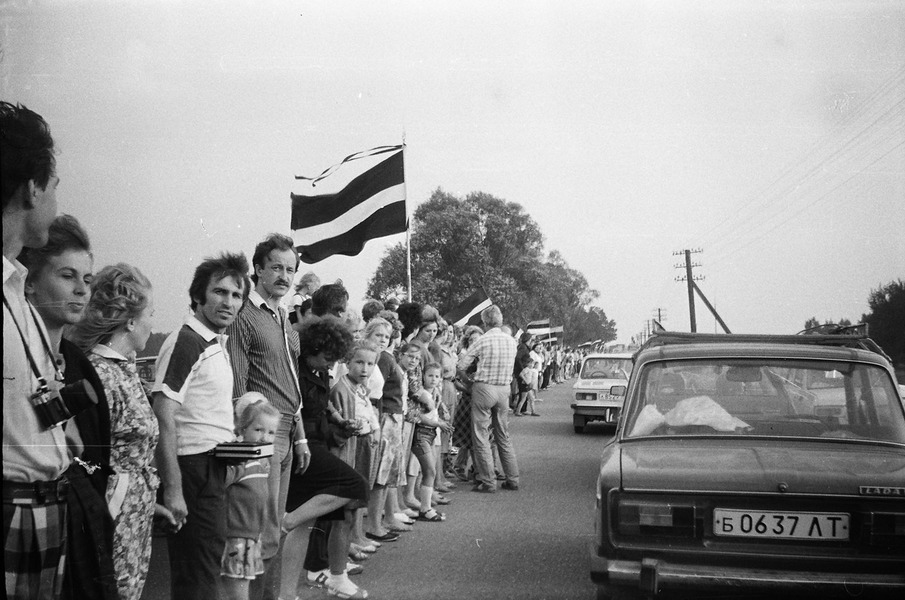
In Lettonia
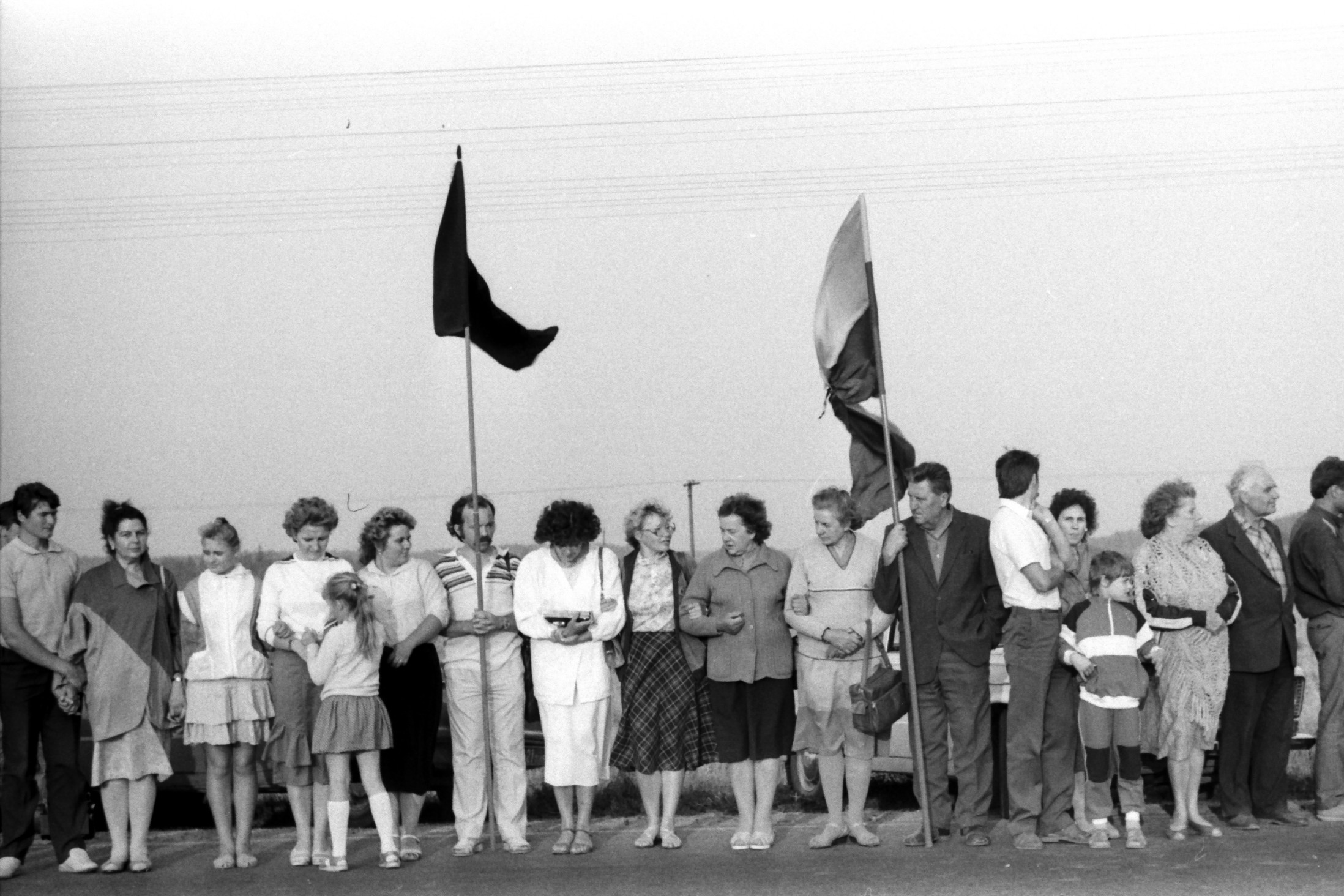
In Lituania

### Immediate conseguenze
(Dichiarazione del Comitato Centrale sulla situazione nelle repubbliche baltiche sovietiche, 26 agosto)
Il 26 agosto 1989, durante i 19 minuti di apertura del Vremja, il principale programma di notizie serali della televisione sovietica, fu letta una dichiarazione del Comitato Centrale del PCUS. Si trattava di una critica serrata alla crescita dei "gruppi nazionalisti ed estremisti" che promuovevano programmi "antisocialisti e antisovietici". Il telegiornale affermava che questi gruppi discriminavano le minoranze etniche e terrorizzavano coloro che erano ancora fedeli agli ideali sovietici; si sottoposero a critiche feroci pure le autorità locali per non aver fermato la proliferazione dei dissidenti e, nel corso della trasmissione, la Via Baltica veniva descritta come frutto di un'"isteria nazionalista". Sempre ai sensi della dichiarazione del PCUS, gli incerti sviluppi avrebbero potuto portare a un "abisso" e a conseguenze "catastrofiche". Si faceva inoltre appello agli operai e ai contadini, chiamati a salvare la situazione e difendere gli ideali sovietici. 
 Nel complesso, si rintracciavano messaggi contrastanti: pur minacciando indirettamente l'uso della forza, si sperava che il conflitto potesse essere risolto con mezzi diplomatici. L'interpretazione che fu assegnata al discorso non si discostò dalla teoria secondo cui il Comitato Centrale non aveva ancora preso una posizione certa, avendo lasciato aperti entrambi gli scenari. L'appello alle masse filo-sovietiche dimostrava che Mosca credeva di godere ancora di un sostegno significativo nella realtà baltica. Gli aspri toni riservati ai partiti comunisti locali vennero interpretati come un segnale che Mosca temesse di perdere la sua leadership su Tallinn, Riga e Vilnius. Tuttavia, quasi immediatamente dopo la trasmissione, i toni del Cremlino cominciarono ad ammorbidirsi e le autorità sovietiche non diedero seguito a nessuna delle minacce fatte. Alla fine, secondo lo storico Alfred Erich Senn, la dichiarazione divenne espressione di una posizione di debolezza.
Il presidente degli Stati Uniti George H. W. Bush e il cancelliere della Germania Ovest Helmut Kohl sollecitarono riforme pacifiche e condannarono il patto Molotov-Ribbentrop. Il 31 agosto, gli attivisti baltici rilasciarono una dichiarazione congiunta destinata a Javier Pérez de Cuéllar, segretario generale delle Nazioni Unite, affermando di essere stati minacciati di un'aggressione e chiedendo pertanto l'invio di una commissione internazionale per monitorare la situazione. Il 19-20 settembre, il Comitato centrale del PCUS si riunì per discutere la questione della nazionalità, cosa che Michail Gorbačëv aveva rimandato dall'inizio del 1988. Il plenum non affrontò in modo dettagliato la situazione negli Stati baltici e finì per ribadire i vecchi principi riguardanti la centralizzazione dell'Unione Sovietica e il ruolo dominante della lingua russa. Pur venendo promesso un certo grado di autonomia, non si era giunti ad alcuna conclusione convincente e non erano state analizzate nel dettaglio le ragioni delle proteste dei baltici.

## Giudizio storiografico

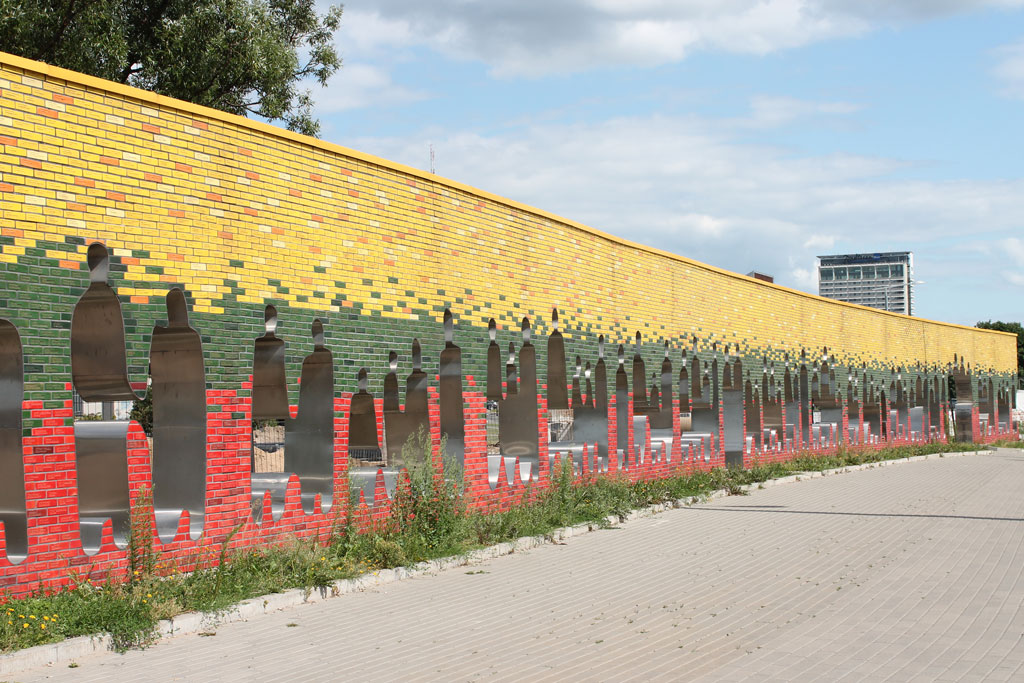
Monumento dedicato alla catena baltica a Vilnius

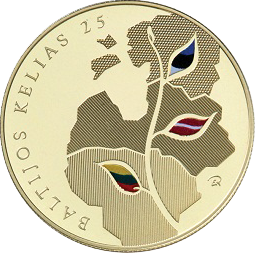
Litas commemorativo dedicata alla catena baltica

La catena umana contribuì a pubblicizzare la causa baltica in tutto il mondo e simboleggiò la solidarietà tra i popoli baltici: l'immagine positiva della Rivoluzione cantata non violenta riscosse una notevole risonanza mediatica in Occidente. Gli attivisti, tra cui Vytautas Landsbergis, utilizzarono la maggiore esposizione per incentrare il dibattito sull'indipendenza baltica, da intendere come una questione morale e non solo politica: rivendicare la sovranità avrebbe conferito giustizia storica e la liquidazione dello stalinismo. Si trattò un evento che suscitò grandi emozioni nei manifestanti, i quali si sentirono spronati a perseguire l'obiettivo prefissato. La protesta evidenziò che i movimenti indipendentisti, costituiti solo un anno prima, erano diventati più propositivi e radicali, passando dalla richiesta di una maggiore libertà da Mosca alla piena indipendenza.
Nel dicembre 1989, il Congresso dei deputati del popolo accettò la proposta e Michail Gorbačëv firmò il rapporto della commissione di Jakovlev che condannava i protocolli segreti del patto del 1939. Nel febbraio 1990, si tennero le prime elezioni democratiche libere per nominare i Soviet Supremi in tutte e tre le repubbliche socialiste baltiche, da cui i candidati indipendentisti uscirono vincitori. L'11 marzo 1990, a sette mesi di distanza dalla Via Baltica, la Lituania divenne il primo stato sovietico a dichiarare l'indipendenza. L'indipendenza di tutti e tre gli stati baltici fu riconosciuta dalla maggior parte dei paesi occidentali nel giro di dicembre 1991.
La protesta vide la formazione di una delle prime e più lunghe catene umane ininterrotte della storia. Un esempio simile seguì in diversi paesi dell'Europa orientale e regioni dell'URSS e, più recentemente, a Taiwan (228 Hand-in-Hand Rally) e in Catalogna (Via Catalana). In occasione del 30º anniversario della Via Baltica, una catena umana di 48 km chiamata Hong Kong Way si formò durante le proteste dell'ex protettorato britannico nel 2019-2020. I documenti che ineriscono alle fasi di preparazione della Via Baltica sono stati aggiunti al registro della Memoria del mondo dell'UNESCO nel 2009 come riconoscimento del loro valore documentario e storico.